# Onnerpolder
De Onnerpolder is een natuurgebied en een voormalig waterschap in de provincie Groningen.

## Beschrijving
Het waterschap lag ten noorden van Glimmen. De noordoostgrens was de Hunze, hier het Drentsche diep genoemd, de zuidoostgrens werd gevormd door de Waterdijk, de westgrens was de Hereweg en de Hoge Hereweg, de noordwestgrens was globaal de N860 (in het noorden lag aan weerszijden van deze weg de Groene polder). De polder is genoemd naar het in de gemeente Groningen gelegen dorp Onnen. De molen van de polder, de nog bestaande molen De Biks, sloeg uit op de Hunze. In de polder vond begin 20e eeuw nog vervening plaats. In de 21e eeuw worden veenweidegebieden in de polder omgezet in natte natuur.
Op de kaart van Geertsema staan van dit waterschap uitzonderlijk veel waternamen vermeld: de Barkentilsloot, de Helmersloot, de Koelandsloot, de Korte Liksensloot, de Lange Liksensloot, de Molensloot, de Poppensloot, de Ringssloot en de Tochtsloot. Bovendien ligt er in de polder een 100 m breed water dat de Biks heet en de naamgever van de molen is en vermoedelijk ook van de beide Liksensloten. De naam Bliks is een verbastering van beek.
Waterstaatkundig gezien ligt het gebied sinds 2000 binnen dat van het waterschap Hunze en Aa's en wordt het bemalen door het Gemaal Onnerpolder.